# Somosújfalu
Somosújfalu (szlovákul: Drienovská Nová Ves) község Szlovákiában, az Eperjesi kerület Eperjesi járásában.

## Fekvése
Eperjestől 11 km-re délre, a Tarca jobb oldalán található.

## Története
1335-ben „Wyfolua” néven említik először, ekkor a somosi uradalom része. 1427-ben 11 portája adózott. 1449-ig a Somosi, majd a Bocskay és Horváth családé. 1619-től a Máriássyaké, majd 1695-tól Andrássy báróé, míg 1753-tól a Dessewffy család tulajdonában találjuk. A 18. században mészégetője és fürdője is volt a falunak. 1787-ben 37 házában 255 lakos élt.
A 18. század végén Vályi András így ír róla: „ÚJFALU. Somos Újfalu. Sáros Várm. fekszik Kendéhez nem meszsze, mellynek filiája; határja hegyes, és vőlgyes.”
1795-től egészen a 20. századig az Andrássy család a birtokosa. A 19. században téglagyára és kőbányája is üzemelt. 1828-ban 40 háza volt 316 lakossal.
Fényes Elek 1851-ben kiadott geográfiai szótárában így ír a faluról: „Ujfalu (Somos), Drinovszka-Novawesz, Sáros vmegyében, tót falu, 173 romai, 25 g. kath., 78 evang., 7 zsidó lak. Savanyuviz; jó rét; erdő. F. u. gróf Andrásy. Ut. post. Böki.”
Iskoláját 1904-ben az Andrássy család építtette. 1920 előtt Sáros vármegye Lemesi járásához tartozott.

## Népessége
| Év:            | 1994. | 2004.    | 2014.    | 2024.    |
| -------------- | ----- | -------- | -------- | -------- |
| Emberek száma: | 619   | 697      | 804      | 897      |
| Eltérés:       |       | +12,60 % | +15,35 % | +11,56 % |

| Év:            | 2023. | 2024.   |
| -------------- | ----- | ------- |
| Emberek száma: | 866   | 897     |
| Eltérés:       |       | +3,57 % |

1910-ben 315, túlnyomórészt szlovák lakosa volt.
2001-ben 659 lakosából 611 szlovák és 41 cigány volt.
2011-ben 750 lakosából 676 szlovák és 30 cigány.

## Nevezetességei
Modern, a Szentháromság tiszteletére szentelt római katolikus temploma van.